# Héraclonas
Héraclonas ou Héracléonas, de son nom officiel Constantin Héraclius (latin : Flavius Constantinus Heraclius Augustus, grec : Κωνσταντῖνος Ἡράκλειος), né en 626 et mort en 641, aussi connu sous le nom d'Héraclius II, est un empereur byzantin de la dynastie des Héraclides.

## Contexte historique
Au VIe siècle sous le règne de l’empereur Justinien, l’empire byzantin est à son apogée, le siècle qui s’ensuivit marque au contraire le début d’un recul territorial de l’empire. Dès le début du VIIe siècle, l’empire byzantin traverse une crise politique et militaire qui marque le début d'un affaiblissement ; en effet, s'ajoute aux plusieurs coups d’État qui ébranlent la stabilité de l’empire, une grande difficulté géopolitique contre les Sassanides et les forces arabo-musulmanes d'Arabie. En effet, le VIIe siècle marque la fin de l'ère protobyzantine, qui passe par une perte des territoires africains puis leurs reconquête, dans une lutte a mort, coûteuse en homme et en or, contre les Sassanides (Grande-Guerre d'Orient). Durant les premières décennies de la guerre, les Byzantins perdent de nombreux territoires en Asie Mineure, dans le Levant ainsi qu’en Mésopotamie et en Judée.  Exténuée par la guerre, Byzance parvient, dans un ultime effort, à reconquérir les territoires perdus et vaincre les Sassanides, revenant au Statu quo ante bellum. Après 8 ans de répit, une nouvelle menace apparait en l'an 635, les forces arabo-musulmanes, cherchant à conquérir de nouveaux territoires au nom de l'islam naissant, parviennent à conquérir définitivement les provinces d'Afrique et d'Égypte. 

### Fondation de la dynastie des Héraclides
Au début du VIIe siècle, l’empire byzantin connut plusieurs coups d’État qui se succèdent dus au mécontentement des élites de la capitale. Le premier fut organisé par Phocas, il organisa l'assassinat de l’empereur Maurice en l'an 602 et se couronna empereur de l'empire byzantin. L'assassinat et l'usurpation du trône, provoqua l'indignation de l’empire Sassanide et le début des hostilités la même année, Phocas se montra incompétent et enchaîna une série de défaites, les Perses sassanides progressaient rapidement et détenaient l’avantage durant les premières années de la guerre contre les forces byzantines. Compte tenu de la situation catastrophique, les élites de la capitale se révoltèrent, notamment la famille des Héraclides, ainsi en l'an 608 un général nommé Héraclius, remonta d’Égypte à la tête d'une flotte vers Constantinople afin d'y organiser un coup d'État visant l'empereur Phocas. Le 5 octobre 610, il parvint avec succès à son projet, il destitua et exécuta Phocas, et le même jour Héraclius fut couronné empereur de l’empire byzantin. Commence ainsi à partir de l'an 610, la nouvelle dynastie des Héraclides qui perdura jusqu'en l'an 711.
Durant ces premières années de règne, Héraclius subit lui aussi des défaites face aux Perses sassanides, il faut attendre l'an 622 pour avoir une véritable contre-offensive. En l'an 626, il parvient à sauver la capitale contre les Avars alliés des Perses et à stabiliser les frontières en Asie Mineure grâce à alliance militaire avec les "gokturk" par l'intermédiaire d'une promesse de mariage entre sa fille et le chef des forces Turcs, de cette alliance résulte une victoire militaire à la bataille de Ninive en 627 contre les forces perses,.
Héraclius fut perçu par les élites byzantines comme un empereur qui a sauvé l'empire, ses grandes victoires militaires lui ont permis de jouir d’une grande popularité auprès de ses sujets, ce qui ne fut pas le cas pour son successeur, Héraclonas, désapprouvé par les élites byzantines.

## Biographie

### Enfance d'Héraclonas
Son père, Héraclius, épousa deux femmes durant son règne, la première est l'impératrice Fabia Eudocia qui lui donna son premier fils Constantin III, sa deuxième épouse, l'impératrice Martine qui est également sa nièce, avec laquelle ils eurent leur fils Héraclonas, ce mariage incestueux fut dès sa conception impopulaire et contre les lois civils de l'Empire. Cette impopularité dû au caractère incestueux du couple impérial est grandissante et se répercuta sur le futur empereur Héraclonas.
Héraclonas est né à Constantinople en l'an 626, dès son jeune âge, son père lui conféra le titre de César en 632 et le titre d’August en été 638. Cette manœuvre politique avait pour but d’affirmer et d’assurer une stabilité dynastique des Héraclides, nouvellement acquise quelque décennie plus tôt. Son demi-frère, Constantin III à l'âge de 1 an, avait lui aussi héritier de titre de Consul de l'Empire le 22 janvier 613 et devient ainsi le coempereur avec Héraclius,.
Héraclonas grandit dans une enfance teintée de rivalité intrafamiliale entre sa mère, Martine qui tenta de promouvoir ses fils, principalement Héraclonas contre le fils de Fabia Eudocia, Constantin III.
En 638, on assista à un Triumvirat, Héraclonas et Constantin III sont titrés coempereurs de Byzance par leur père Héraclius, ensemble ils exercèrent le pouvoir impérial de l'Empire.

### Le Co-règne
Selon plusieurs études, l’empereur Héraclius meurt en l’an 641, la date étant calculée selon une formule de datation à partir d’un document en papyrus provenant d’Égypte. Ainsi, en février 641, Héraclonas et Constantin III exercèrent le pouvoir à deux, mais cette période fut de très courte durée, car quelques mois plus tard, c'est au tour de Constantin III de mourir entre les mois d'avril et de mai 641.
Durant son co-règne avec Constantin III, Héraclonas était déjà impopulaire, car il était le fruit d’un mariage consanguin, ce qui le rendait illégitime aux yeux des élites de la capitale. À la mort de Constantin III en mai 641, un évènement accrut encore sa cote d’impopularité : Héraclonas, alors âgé de 15 ans, exerçait officiellement le pouvoir impérial mais, en raison de son jeune âge, c’est sa mère Martine qui gouvernait en tant que régente et c'est elle qui détenait véritablement le pouvoir. Des rumeurs circulèrent sur les circonstances mystérieuses du décès de Constantin III : la piste d’un assassinat par empoisonnement, organisé par la régente Martine, fut envisagée par les hauts dignitaires de l’État.  Ces deux facteurs précipitèrent la destitution de la régente et de l’empereur.

### Destitution d'Héraclonas
Dans ce contexte d’impopularité et de rumeurs quant au régicide du coempereur Constantin III, les élites et les grandes familles de la capitale se révoltèrent. Ainsi, quelques mois après le décès de Constantin III, l’armée, commandée par le général Valentin soutenu par la population, se révolte contre Héraclonas et sa mère. Avec la pression du Sénat et de l'armée, ils imposent dans un premier temps à l’empereur Héraclonas d’accepter un nouveau coempereur, Constant II, fils de Constantin III.  Dans un second temps, le général Valentin souhaite mettre à l'écart du pouvoir Martine et l’empereur Héraclonas, et ces derniers sont donc arrêtés en septembre 641, leur visage mutilé (nez coupé pour Héraclonas, langue coupée pour Martine), l'objectif de cette mutilation étant qu’ils ne soient plus légitimes au pouvoir. Le général Valentin les exile sur l’île de Rhodes où ils mourront durant la même l'année.